# Teléte
Teléte (grec ancien : Τελέτη / Telétê) est, dans la mythologie grecque, la fille de Dionysos et Nikaia.

## Mythologie
Nikaia, la mère de Teléte, honteuse de s'être retrouvée enceinte de Dionysos, se pendit. Cela n'empêcha pas sa grossesse d'arriver à terme. Elle fut « accouchée » par les Heures. Teléte rejoignit ensuite le cortège de son père. Elle était en effet destinée par Dionysos à devenir une disciple de lui-même et de son fils Iacchos, son demi-frère.

## Culte
D'après Pausanias (IX, 30, 4), elle avait une statue dans le sanctuaire des Muses sur l'Hélicon.
Teléte était associée aux festivités nocturnes et aux danses rituelles en l'honneur de Dionysos, et a été interprétée comme étant une déesse de l'initiation aux rites bachiques.